# Rio (Illinois)
Rio és una població dels Estats Units a l'estat d'Illinois. Segons el cens del 2000 tenia 240 habitants.

## Demografia
Segons el cens del 2000, Rio tenia 240 habitants, 94 habitatges, i 72 famílies. La densitat de població era de 280,8 habitants/km².
Dels 94 habitatges en un 35,1% hi vivien nens de menys de 18 anys, en un 70,2% hi vivien parelles casades, en un 5,3% dones solteres, i en un 23,4% no eren unitats familiars. En el 20,2% dels habitatges hi vivien persones soles el 8,5% de les quals corresponia a persones de 65 anys o més que vivien soles. El nombre mitjà de persones vivint en cada habitatge era de 2,55 i el nombre mitjà de persones que vivien en cada família era de 2,92.
Per edats la població es repartia de la següent manera: un 24,2% tenia menys de 18 anys, un 4,2% entre 18 i 24, un 32,1% entre 25 i 44, un 22,1% de 45 a 60 i un 17,5% 65 anys o més.
L'edat mediana era de 38 anys. Per cada 100 dones de 18 o més anys hi havia 102,2 homes.
La renda mediana per habitatge era de 37.750 $ i la renda mediana per família de 40.750 $. Els homes tenien una renda mediana de 35.625 $ mentre que les dones 21.250 $. La renda per capita de la població era de 17.181 $. Cap de les famílies i el 2% de la població estaven per davall del llindar de pobresa.

## Poblacions més properes
El següent diagrama mostra les poblacions més properes.